# Sékel

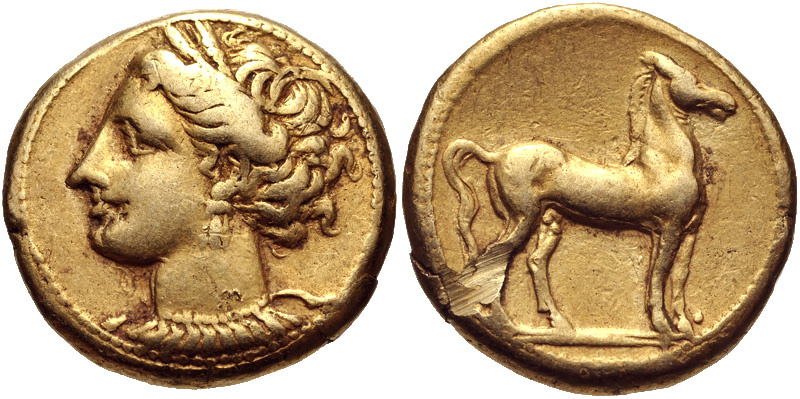
Karthágói elektrum sékel, i. e. 310–290, Tanit istennő képmásával

A sékel (akkád nyelven 𒅆𒅗𒇻) šiqlu vagy siqlu, héber nyelven שקל, többesszámban héber nyelven שקלים, sheqalim vagy shekels, föníciai nyelven 𐤔𐤒𐤋) ősi mezopotámiai mértékegység, majd ezüstpénz. Eredetileg a súly mértékegysége volt (mintegy 11 gramm, 0,35 uncia) majd ezüstből készült pénzérme lett Türoszban, majd Karthágóban, valamint Izraelben a Makkabeusok idején.

## Története

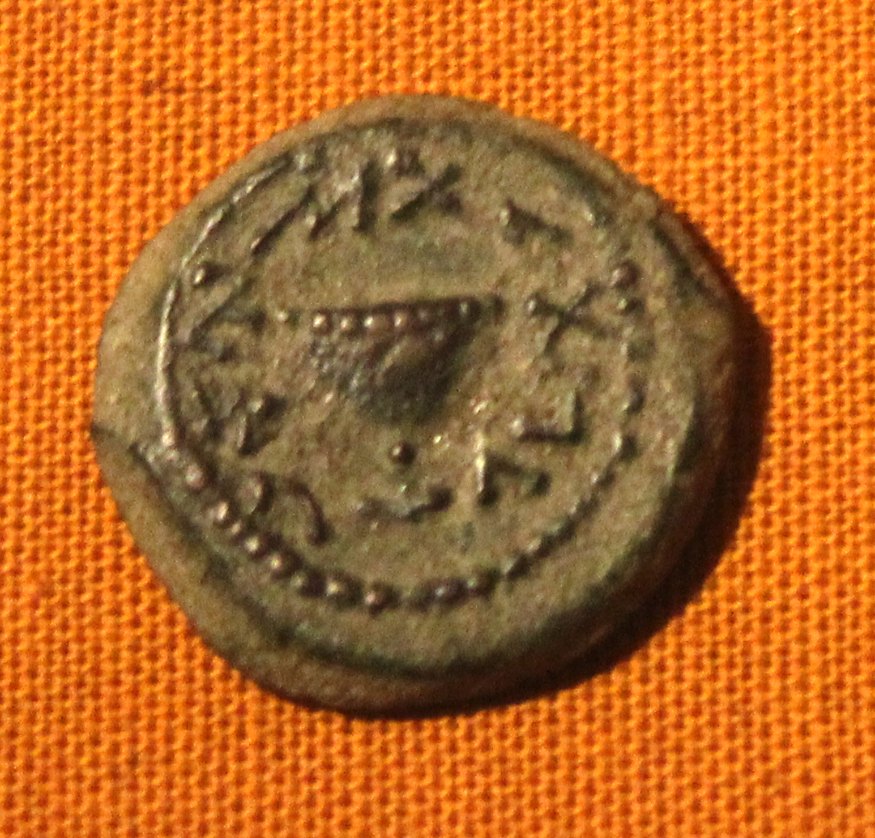
Sékel a zsidó-római háború korából לגאלת ציון, „Cion megváltása” felirattal

A szó sémi nyelvekben súly mérését jelentő (Š-Q-L) ige tövéből származik. Első említése Narám-Szín akkád király idejéből (i. e. 2150 körül), az Akkád Birodalomból származik. Szerepel Hammurapi törvényoszlopa szövegében is.
A sékel súlyegységet a bronzkori Európában is alkalmazták (9,6 vagy 9,8 gramm).
A sékelt mint súlyegységet széles kőrben használták a nyugati sémi népek, a moábiták, az edomiták, a föníciaiak körében. A sékelt mint fémpénz érmét Karthágóban vagy Türoszban verték először.

## Fordítás
- Ez a szócikk részben vagy egészben  a   Shekel című angol Wikipédia-szócikk ezen változatának fordításán alapul.  Az eredeti cikk szerkesztőit annak laptörténete sorolja fel. Ez a jelzés csupán a megfogalmazás eredetét és a szerzői jogokat jelzi, nem szolgál a cikkben szereplő információk forrásmegjelöléseként.